# 大连民族大学

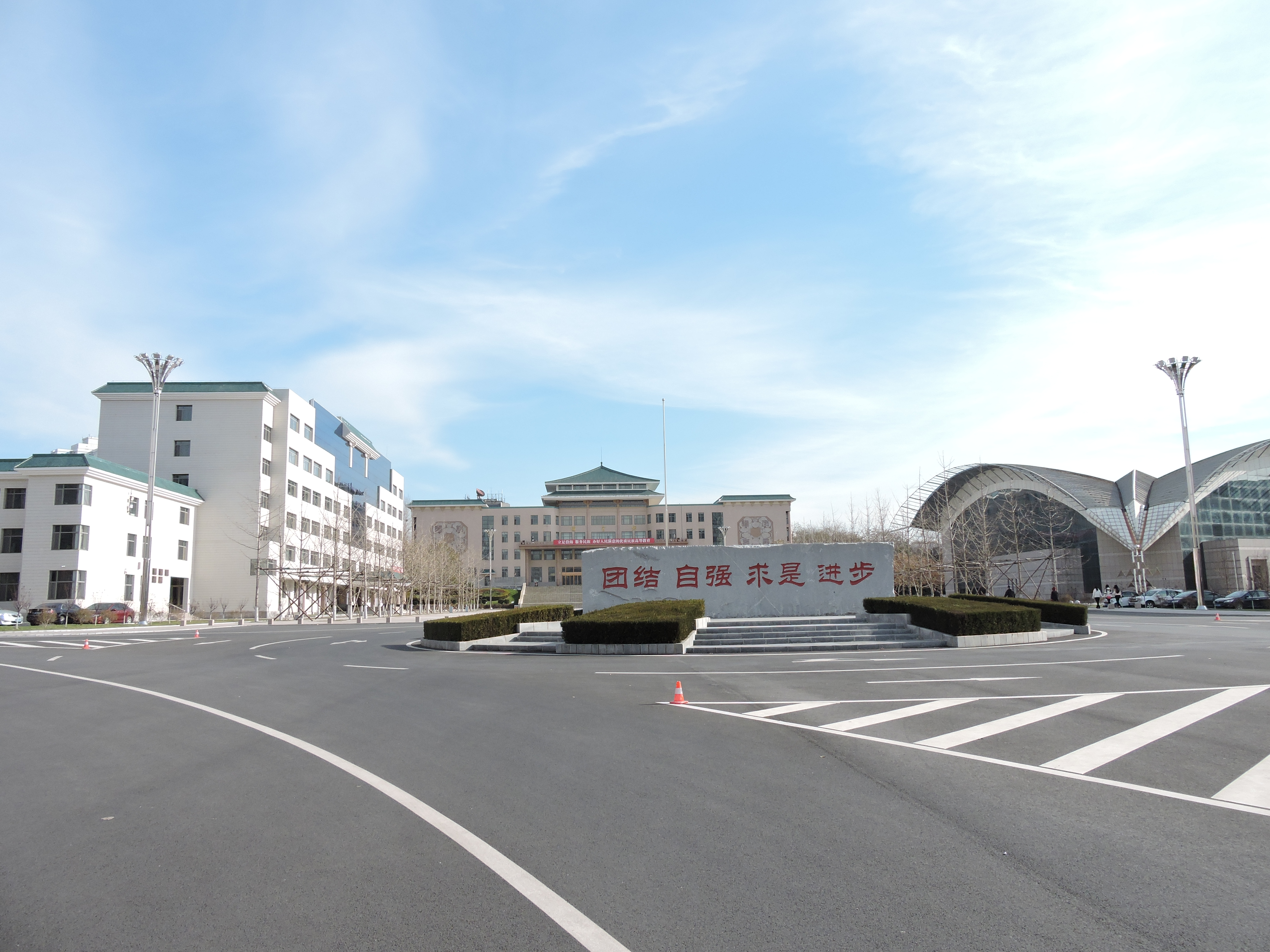
大连民族大学

大连民族大学（Dalian Minzu University，缩写DLMU，旧缩写为DLNU）简称民大、大民、大连民大。位于辽宁省大连市金州区，隶属于中华人民共和国国家民族事务委员会，中央部委直属高校，由中华人民共和国教育部、国家民族事务委员会、中国科学院、辽宁省人民政府、大连市人民政府共建，是国家唯一设在东北和沿海开放地区、以工科和应用学科为主要特色的综合性民族高等学校。
1984年大连民族学院立项筹建，2006年实现国家民委、辽宁省人民政府和大连市人民政府三方联合共建。大连民族学院在校生涵盖中国56个民族，其中少数民族学生占60%以上。2015年3月17日，大连民族学院举行更名典礼，正式更名为大连民族大学。
截至2021年3月，学校有开发区、金石滩和双D港三个校区，占地面积1600多亩，设有21个教学科研单位，本科专业57个，拥有2个一级学科硕士点、1个硕士专业学位授权点，有教职工1200多人。

## 校史
1984年，大连民族学院立项筹建。
1993年，开始招生办学。
1997年，大连民族学院正式建校。
2006年，实现国家民族事务委员会、辽宁省政府和大连市政府三方联合共建。
2015年，正式更名为大连民族大学。

## 院系设置

### 教学科研单位
| 二级学院及部门       | 专业及部门设置 |
| -------------------- | --- |
| 经济管理学院         | 经济学、市场营销、工商管理、旅游管理、行政管理、人力资源管理 |
| 机电工程学院         | 机械设计制造及其自动化、自动化、工业工程、测控技术与仪器、 车辆工程、机器人工程 |
| 生命科学学院         | 生物工程、化学工程与工艺、应用化学、食品科学与工程、 食品质量与安全和制药工程 |
| 外国语学院           | 日语、英语、朝鲜语 |
| 计算机科学与工程学院 | 计算机科学与技术、软件工程和网络工程 |
| 设计学院             | 工业设计、产品设计、动画、视觉传达设计 |
| 土木工程学院         | 土木工程、工程管理、建筑环境与能源应用工程 |
| 文法学院             | 汉语言文学、法学、新闻学、汉语国际教育 |
| 理学院 预科教育学院  | 信息与计算科学、数学与应用数学、统计学、公共数学教学中心、少数民族预科班、综合实验中心                                                                                               |
| 国际商学院           | 会计学、国际经济与贸易、财务管理和国际商务 |
| 信息与通信工程学院   | 电子信息工程、物联网工程和通信工程 |
| 环境与资源学院       | 环境科学、生物科学与技术 |
| 物理与材料工程学院   | 光电信息科学、工程和功能材料 |
| 建筑学院             | 建筑学、城乡规划、环境设计 |
| 工程教育学院         | 传统机械加工、先进制造技术、材料成型、钣金与焊接技术、特种加工技术、三维数字化、电气控制技术、汽车拆装与检查                                                                         |
| 马克思主义学院       | 中国近现代史纲要、马克思主义基本原理、毛泽东思想和中国特色社会主义理论体系概论、思想道德修养与法律基础、形势与政策、民族理论政策、马克思主义理论、国家民委民族院校大学生思想政治教育 |
| 创新创业教育学院     | 办公室、创新创业研究中心 |
| 体育教学研究部       | 办公室、工会、球类教俱乐部、民族体育俱乐部、新兴俱乐部、体育馆 |
| 体育馆               | 开发区体育馆、金石滩体育馆 |
| 中华民族共同体研究院 | 民族学学科建设办公室、办公室 |
| 东北少数民族研究院   | 满族语言文化、蒙古族语言文化、朝鲜族语言文化、满学、萨满文化、民族理论与政策、东北少数民族生态文化、朝鲜族社会文化和人口较少民族、民族理论教学研究中心、东北少数民族文化展览馆       |
| 国际文化交流学院     | 教学部、办公室 |